# Шарантон-ле-Пон
Шаранто́н-ле-Пон (фр. Charenton-le-Pont) — город и коммуна во Франции.

## География
Город Шарантон-ле-Пон находится в центральной части Франции, на реке Сена, южнее Парижа и примыкает к пригородам французской столицы. Он входит в состав департамента Валь-де-Марн региона Иль-де-Франс.

## История
9 октября 1329 года в шарантонском замке шато Конфлан (фр. Château de Conflans), частично сохранившемся до наших дней, справляли свадьбу королевы Наварры Жанны II и Филиппа Эвре. В этом же дворце королева Жанна 28 января 1312 года родилась и скончалась 6 октября 1349 года.

## Галерея

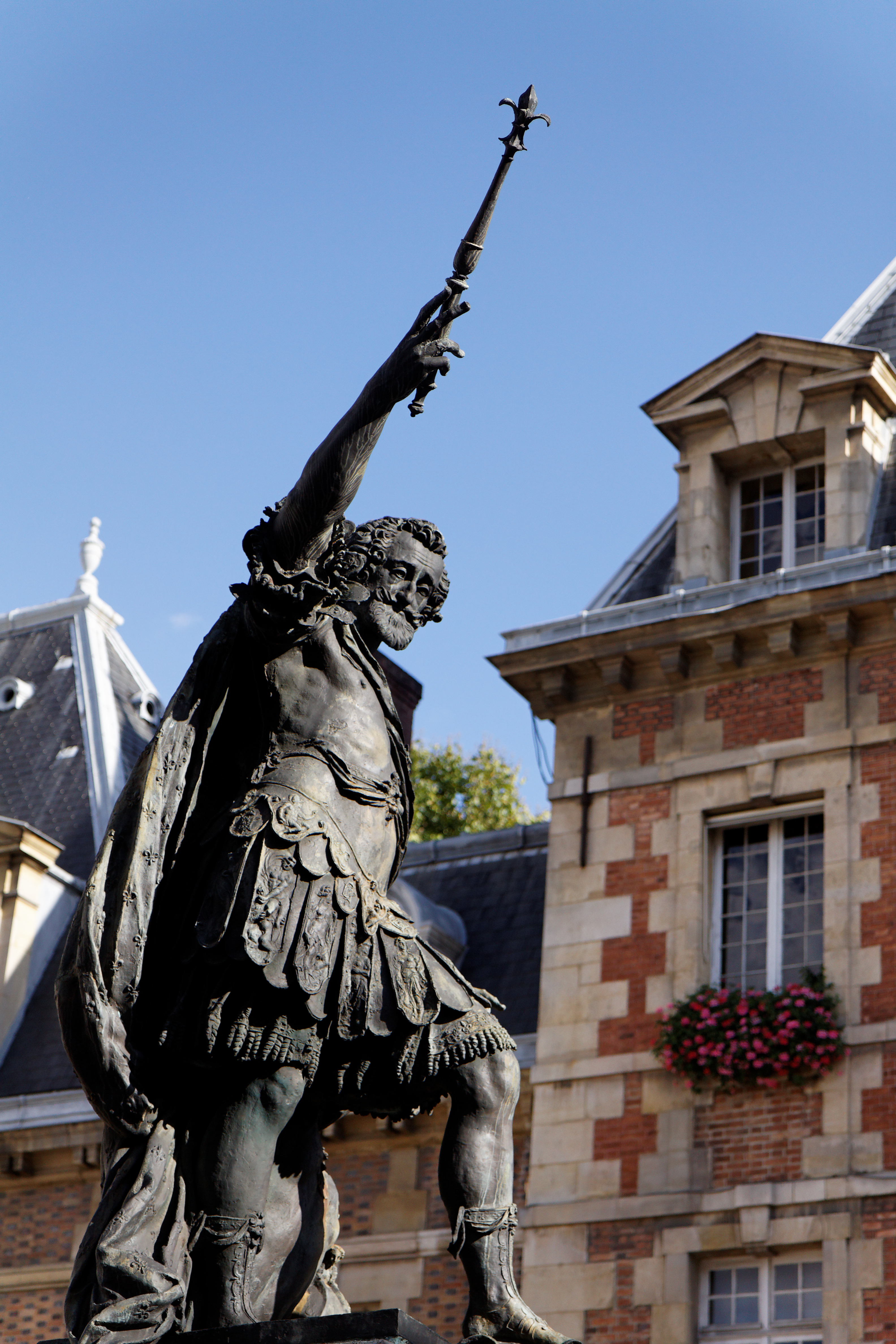
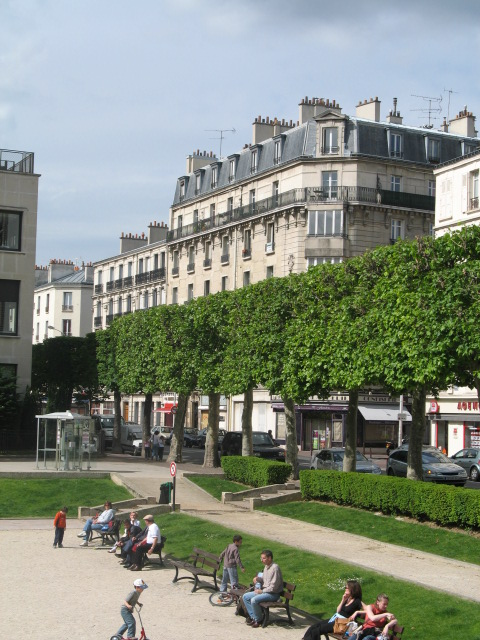

## Известные уроженцы и жители
- Паал, Ласло (1846-1879) — венгерский художник-пейзажист и импрессионист.